# Idioma proto-albanés
El idioma proto-albanés es la lengua hipotéticamente reconstruida a partir de la cual se desarrolló posteriormente el albanés. El albanés evolucionó a partir de una antigua Lengua paleo-balcánica, tradicionalmente considerada denominada ilirio, o bien una lengua indoeuropea balcánica totalmente inédita que estaba estrechamente relacionada con el ilirio y la mesapio, que a veces también se denomina albanoide.
El proto-albanés ha sido reconstruido mediante el método comparativo, a partir de los dialectos tosk y gheg del albanés moderno, así como el tratamiento de los préstamos, los más importantes de los cuales son los del latín (fechados por De Vaan en el período comprendido entre el 167 a. C. y el 400 d. C.) y los de las lenguas eslavas (fechados a partir del 600 d. C.). La evidencia de las palabras de préstamo permite a los lingüistas construir con gran detalle la forma de las palabras nativas en los puntos de mayor afluencia de préstamos de lenguas bien atestiguadas.
El proto-albanés se divide en diferentes etapas que suelen estar delimitadas por el inicio del contacto con diferentes lenguas bien documentadas. Sus etapas más tempranas se fechan en los inicios del Imperio romano, justo antes del período de intenso contacto latino-albanés, mientras que en sus etapas tardías experimentó el contacto con las lenguas eslavas. Se sabe que la escisión entre el tosk y el gheg es anterior al contacto eslavo hacia el año 600 de la era cristiana, como lo demuestra el hecho de que los préstamos latinos y griegos se tratan como palabras nativas en lo que respecta a las diferencias taxonómicas entre gheg y tosk, pero no ocurre lo mismo con los préstamos eslavos.

## Períodos dentro del proto-albanés
Vladimir Orel distingue los siguientes períodos del proto-albanés:
- Protoalbanés temprano (EPA): hablado antes del siglo I de nuestra era, cuando el albanés aún no había adquirido una amplia influencia a través del contacto lingüístico del latín/proto-romance.
- Protoalbanés tardío (LPA): después de un amplio contacto con el latín, con el final del período en el que se produjeron contactos entre los antiguos idiomas eslavos aún cercanos a la idioma protoeslavo, en los siglos VI y VII de nuestra era. Durante este período, la estructura del proto-albanés fue alterada por grandes cambios.[5]

Sin embargo, existe otro paradigma de periodización, que es utilizado por algunos estudiosos del tema, como Ranko Matasović:
- Pre-proto-albanés: esencialmente equivalente al "proto-albanés temprano" de Vladimir Orel, excepto que el paradigma más nuevo de Matasović fecha el contacto entre el latín y el albanés un siglo antes, y por lo tanto termina para Matasović en el siglo I a. C. en lugar del siglo I d. C.[11] Tras el fin de este periodo, el contacto con el latín comienza a transformar la lengua.
- Proto-albanés temprano: corresponde a las fases más tempranas de lo que para Orel es el "proto-albanés tardío". Para Matasović, el período abarca desde el siglo I a. C. hasta el siglo VI d. C., deteniéndose antes de que comience el contacto con los idiomas eslavos.[11]
- Proto-albanés tardío: incluye los dos últimos siglos del LPA para Orel, más la mayor parte del período no atestiguado del albanés antiguo, deteniéndose antes de que comience la influencia turca.[11] Nótese que, en este paradigma, el gheg y el tosk se separaron del protoalbanés temprano, no del protoalbanés tardío, lo que es coherente con nuestro conocimiento de que la separación precedió al contacto eslavo.
- Albanés temprano: corresponde a la fase tardía, otomana, del albanés antiguo en el paradigma tradicional, que termina en 1800, momento en el que se produce la transición al albanés moderno.[11]

Demiraj, al igual que Matasović y a diferencia de Orel, observa los siglos V-VI como límite entre etapas, pero en cambio sitúa el "surgimiento del albanés" de su progenitor después de este punto, en lugar del XIV.
En un capítulo sobre el albanés escrito por Michiel de Vaan dentro de Klein, Joseph y Fritz' 2018 Handbook of Comparative and Historical Indo-European Linguistics, se adhieren los períodos de Demiraj. El proto-albanés posterior de Orel, que para ellos también se sitúa definitivamente antes del contacto eslavo, se denomina simplemente proto-albanés (PAlb) (o- en alemán, Uralbanisch), que refleja la terminología de la escritura anterior en alemán. Lo que para Orel es el "protoalbanés temprano" (PAlb), fechado definitivamente antes del inicio del contacto con el latín, es para De Vaan, "pre-proto-albanés (PPAlb); en alemán, esta etapa se denomina Voruralbanisch o Frühuralbanisch. De Vaan también discute la posibilidad de dividir el preprotoalbanés en dos etapas: una antes de los primeros préstamos griegos, y otra después de los primeros préstamos griegos, pero antes del contacto con el latín.
Esta página utiliza actualmente el paradigma de Orel.

## Historia del estudio
Vladimir Orel es uno de los principales lingüistas internacionales modernos que se han ocupado del paso del protoindoeuropeo al proto-albanés y al albanés moderno. Según Orel, el estudio de la sintaxis del proto-albanés sigue siendo incipiente, por lo que el trabajo tiene algunas limitaciones. Sin embargo, ha habido avances en la comprensión del desarrollo histórico de la fonética y el vocabulario.
Otros trabajos importantes han sido realizados por Eqrem Çabej y Shaban Demiraj, así como por importantes estudiosos del campo de la lingüística histórica rumana en relación con el albanés (véase relación lingüística albano-rumana), así como por otros lingüistas balcánicos. Gran parte de los trabajos realizados sobre el protoalbanés se publican en alemán, más que en inglés.

## Fonología
Recinetemente se han publicado estudios muy extensos sobre la fonología del proto-albanés: Huld (1984), Beekes (1995), Shaban Demiraj (1996), Bardhyl Demiraj (1997), Orel (2000), Hock (2005), Matzinger (2006), Vermeer (2008), Schumacher (2013) y De Vaan (2018).
En la actualidad, esta página sigue el paradigma de Orel para los periodos del proto-albanés, y presenta la relación entre las fonologías sincrónicas tanto del "EPA" como del "LPA" con las relaciones diacrónicas entre sí y con las formas ancestrales indoeuropeas, así como con las formas descendientes del albanés.

### Acento
En el proto-albanés temprano, el acento era paradigmático y se comportaba según la clase morfológica, con una base en la primera sílaba. En diferentes paradigmas, el patrón de acentuación era variadamente baritónico, oxitónico y móvil. Las vocales no acentuadas perdían una mora -las vocales largas se acortaban, las vocales ya cortas a menudo se eliminaban. En el proto-albanés posterior, sin embargo, surgió un nuevo sistema de reducción de vocales no acentuadas en el que *a se redujo a *ë mientras que todas las demás simplemente se eliminaron (excepto las vocales postónicas, que se convirtieron en *ë). Orel da los siguientes ejemplos:
- EPA *{lang|ine-039|dáusas}} "carnero" (sg) > *dauš > ... > moderno dash
- EPA *{lang|ine-039|dáusai}} "carneros" (pl) > *dauši > ... > moderno desh
- EPA *{lang|ine-039|dwáigā}} "rama" (sg) > *déga > ... > moderno degë
- EPA *{lang|ine-039|dwáigāi}} "ramas" (pl) > *dégai > ... > moderno degë

### Vocales
|         | Anterior | Central  | Posterior |
| ------- | -------- | -------- | --------- |
| Cerrada | *i • *iː |          | *u • *uː  |
| Media   | *e • *eː |          | • *oː     |
| Abierta |          | *a • *aː |           |

| Núcleo | -i  | -u  |
| ------ | --- | --- |
| *e     | *ei | *eu |
| *a     | *ai | *au |

El proto-albanés temprano poseía cuatro vocales cortas distintivas: *a, *e, *i y *u.  Las vocales protoindoeuropeas *o y *ə se habían fusionado en *a en la etapa del proto-albanés temprano. Se mantuvo una distinción quíntuple para las vocales largas: *aː, *eː, *iː, *oː y *uː. El proto-albanés temprano también tenía cuatro diptongos: *ei, *ai, *eu y *au.
El inventario de vocales del proto-albanés temprano comenzó a cambiar como resultado del contacto con el latín. Inicialmente, el albanés se resistió a la restauración de la *o corta como un fonema separado, sustituyendo la *o no acentuada del latín por la *a, y la *o acentuada del latín por la *u. Sin embargo, en préstamos posteriores, la *o latina se mantiene en albanés como *o. Además, algunos préstamos latinos con *u corta vieron cómo la *u latina era sustituida por *o, así como *ə específicamente en posiciones no acentuadas antes de sonantes. En dos casos, Orel argumenta que la /u/ corta latina se alargó en albanés a /u:/, para acabar convirtiéndose en /y/. Por otra parte, no está claro el efecto que tuvieron los préstamos del griego antiguo en el momento de su absorción, pero diacrónicamente las vocales siempre coinciden con los desarrollos internos regulares del albanés.
|          | Anteriores | Posteriores |
| -------- | ---------- | ----------- |
| Cerrados | *i         | *u •        |
| Medios   | (*e)       | (*o)        |
| Abiertos | *a • *å    | *a • *å     |

|    | -u  | -i  | -e  |
| -- | --- | --- | --- |
| u- | *ui | *ui | *ue |
| i- |     |     | *ie |
| e- | *eu | *ei | *ei |
| a- | *au | *ai | *ai |

Protoalbanés tardío
El protoalbanés tardío exhibió *a, *i y *u a lo largo de su desarrollo como vocales cortas distintivas. *o fue recuperado dentro del inventario fonémico como resultado de los préstamos en los que se mantuvo cada vez más en lugar de ser reemplazado. Aunque *e fue eliminada por la diptongación a *ie (que daría lugar a je y ja), fue reintroducida por la nivelación de /ai/ a /e/ y otros fenómenos que sustituyeron /a/, /ie/ y /ue/ por /e/. La única vocal larga conservada en su forma original fue *iː. La *o: fue sustituida por *ue, la *eː se fusionó con *aː y ambas se redondearon y finalmente se elevaron a la *o, mientras que la *uː se fusionó con el diptongo *ui, convirtiéndose finalmente en la *y. Para el proto-albanés tardío, todos los diptongos indoeuropeos originales se habían nivelado, pero nuevos diptongos fueron absorbidos en los préstamos, y también se innovaron por fenómenos de diptongación: *ie, *ue y *ui. El *ai en las palabras latinas con AE compartió el destino del heredado protoalbanés temprano *ai, convirtiéndose en *e, mientras que el latín AU compartió igualmente el destino del heredado *au y se convirtió en *a.
Las vocales fonémicamente nasales surgieron en el protoalbanés tardío. En primer lugar, todas las vocales que se anteponían a las consonantes nasales se nasalizaban. La consonante nasal siguiente se perdió entonces en ciertos contextos morfológicos, mientras que la vocal permaneció nasalizada, lo que dio lugar a la aparición de los fonemas LPA denominados *â, *ê, *î y *û. Excepto en ciertas variedades gheg, *ê se fusionó con *â. La opinión tradicional presentada por Orel y Desnickaja es que la nasalización distintiva fue perdida por el tosco pero retenida por el gheg y que esto es una diferencia taxonómica entre los dos. Sin embargo, esto ha sido cuestionado, después de que Sheper y Gjinari descubrieran dialectos del Lab (el Lab es un subdialecto del Tosk) en la región de Kurvelesh que todavía tenían vocales nasales distintivas, y Totoni encontró igualmente que el habla del Lab de Borsh también tiene fonemas vocálicos nasales. Esto significa que, en lugar de la opinión tradicional, es posible que la denasalización ocurriera en la mayoría de los dialectos toscos sólo después de la separación de Gheg.
El eslavo *uː parece haber estado todavía de espaldas y redondo cuando fue prestado al albanés, pero es después de que la diptongación y el resultante fronting del protoalbanés temprano original *uː a *y ya no estaba absorbiendo nuevos segmentos de *uː, ya que son, con sólo tres excepciones, reflejados como *u. La *o eslava ya se había convertido en *a en las lenguas eslavas que contactaron con el albanés en el momento del contacto, y se prestó como *a en su mayor parte; como se refleja también en otras lenguas no eslavas que absorben estas palabras. Después de /v/, esta *a volvió a ser *o en dos casos atestiguados: kos ("yogur", del protoeslavo *kvasъ) y vorbë ("vasija de barro").
Fue a finales del periodo LPA cuando la longitud dejó de ser distintiva en albanés, aunque muchos dialectos gheg y algunos labradores la conservaron y/o la reinventaron. Además, en el albanés antiguo, todos los diptongos se habían perdido: los que terminaban en -i se nivelaron, la -u se perdió en los que terminaban en -u, y los que terminaban en -e se convirtieron en secuencias de deslizamiento + vocal; otros cambios incluyen la frecuente eliminación del antiguo primer elemento o su endurecimiento en una oclusiva (típicamente /v/ para la antigua u-, y gj /ɟ/ para la antigua i-) haciendo que la antigua presencia de un diptongo sea bastante opaca en muchos reflejos.